# 第28回寬仁親王牌・世界選手権記念トーナメント
第28回寬仁親王牌・世界選手権記念トーナメントは、2019年10月11日から15日まで、前橋競輪場で開催された競輪のGI競走である。
14日（月祝）までの予定だったが、「令和元年東日本台風（台風19号）」の影響で2日目が順延され、15日までとなった。
優勝賞金2940万円（副賞含む）。

## 決勝戦

### 競走成績
- 10月15日（火）第12レース[11][12]
- 誘導員…小林大介（群馬県）[13][14]

| 着 | 車番 | 選手       | 登録地 | 級 班 | 着差    | 決まり手 | 上がり (秒) | H/B | 特記 |
| -- | ---- | ---------- | ------ | ----- | ------- | -------- | ----------- | --- | ---- |
| 1  | 5    | 村上博幸   | 京都   | SS    |         | 差し     | 9.4         |     |      |
| 2  | 1    | 三谷竜生   | 奈良   | SS    | 1/2車身 | 逃げ     | 9.6         | HB  |      |
| 3  | 2    | 清水裕友   | 山口   | SS    | 1/8車輪 |          | 9.3         | J   |      |
| 4  | 6    | 小松崎大地 | 福島   | S1    | 1/4車輪 |          | 9.2         |     |      |
| 5  | 4    | 和田健太郎 | 千葉   | S1    | 1/4車輪 |          | 9.1         | S   |      |
| 6  | 3    | 木暮安由   | 群馬   | S1    | 1車身   |          | 9.1         |     |      |
| 7  | 8    | 園田匠     | 福岡   | S1    | 1/4車輪 |          | 8.9         |     |      |
| 8  | 9    | 浅井康太   | 三重   | SS    | 3/4車輪 |          | 9.2         |     |      |
| 9  | 7    | 中川誠一郎 | 熊本   | S1    | 5車身   |          | 9.2         |     |      |

### 配当金額
- 上段：複式、下段：単式

| 2枠連    | 2枠連    | 2車連     | 2車連     | 3連勝       | 3連勝       | ワイド         | ワイド            |
| 48,173票 | 48,173票 | 106,830票 | 106,830票 | 607,216票   | 607,216票   | 48,328票       | 48,328票          |
|          |          |           |           |             |             |                |                   |
| 1=4      | 1,280円  | 1=5       | 1,690円   | 1=2=5       | 2,580円     | 1=5 2=5 1=2    | 810円 830円 610円 |
| 4-1      | 2,470円  | 5-1       | 3,150円   | 5-1-2       | 16,890円    | 1=5 2=5 1=2    | 810円 830円 610円 |
|          |          |           |           |             |             |                |                   |
| 83,370票 | 83,370票 | 897,296票 | 897,296票 | 6,576,357票 | 6,576,357票 | 計 8,367,570票 | 計 8,367,570票    |

### レース概要
スタートダッシュが得意な4番車の和田が号砲で飛び出して前を取り、目標の小松崎を受け入れる。小松崎大地－和田健太郎、三谷竜生－村上博幸、木暮安由、清水裕友－中川誠一郎－園田匠、浅井康太で周回。
青板周回の1センターから動いた清水がバック過ぎで先頭に立つと、誘導との間を空けていた小松崎が中川に対しイン粘りしてライン並走。浅井、木暮、三谷－村上で続く。清水が流しているところを、三谷が赤板2角からカマして、打鐘3角で先頭に躍り出る。この動きとほぼ同時に中川は競りを嫌って、ずるずる後退して大きく離れた9番手へ。園田も、木暮との位置取り争いに敗れ8番手に。
浅井の6番手バック捲りは4番手にいた小松崎の牽制により不発。当初は2, 3車身離れながらも3番手をキープしていた清水は、最終3角で村上に追い付くも仕掛けず、直線勝負へ。
番手絶好の村上が直線に入る前に車間を切ってゴール手前で差し、寛仁親王牌を初優勝（2014年2月の全日本選抜以来となるGI戴冠）。2着には三谷が残った。3着は1/8車輪差で清水。

## 特記事項
- ファンサービスでは、「ニッカンPDF新聞」[23]と「競輪ニュース」[24]を連日無料提供した。

- 初日第1レース前の開会式では、地元・群馬の蕗澤鴻太郎が選手宣誓を行った。また、併せて金子貴志が今回で寛仁親王牌・世界選手権記念トーナメント20回連続出場を果たし表彰を受けた[25]。

- 「令和元年東日本台風（台風19号）」の日本列島通過後の13日にも、発売中止する場外車券売場が一部で出た[26]。

- （順延にともない決勝戦ではなく）準決勝最終第12Rの地上波中継は、テレビ東京《TXN系列 全6局ネット》が放送（昨年同様にBSテレ東でも放送）[27][28]。結果は中川誠一郎が1着となったが、実況の中川聡アナがレース終了直後に「今シーズンなんとGI3勝目、神山雄一郎以来[注 2]…」と勘違いして言い、解説の中野浩一に「いやまだこれ準決勝ですからね。あした決勝戦ですから」と即時指摘される一幕もあった。この影響でこの大会としては、1992年に創設されて以降初めて地上波で決勝戦が中継されない事になった。翌日の決勝戦は、SPEEDチャンネルのみの放送になった。なお、当日の追跡LIVE! Sports ウォッチャーで結果は報道された。

- 優勝した村上は表彰式にて、彬子女王から賜杯を下賜された[29]。

- 中止順延の影響もあり4日間の総売上は67億7167万6300円で、台風の影響で順延したこともあり目標額とした80億円を大幅に下回った。結局2011年に行われた最後のSSシリーズ風光るでの74億6472万3800円も下回ってGI開催としては売上ワーストになった（単発レースであったSSカップみのりと、ガールズケイリンのGIは除く）。なお、4日制GIワーストを記録した対前回大会比で88.1%であった[30][31]。

### 競走データ
- 来年に予定されていた2020年東京オリンピック出場を目指す脇本雄太・新田祐大・深谷知広らは、ナショナルチームでの活動を優先して不参加だった。また、初日の「日本競輪選手会理事長杯」に出場予定だったS級S班の武田豊樹が負傷欠場し、「特別選抜予選競走」から三谷竜生が繰り上がった[32]。

- 10月3日発生のKEIRIN.JPのシステム障害によって、2日間順延となったGIII「千葉競輪開設70周年記念滝澤正光杯 in 松戸」に参加した選手たち（10数名）は、本大会に中1日で臨む形となった[33][34]。

- 3日目第8レースで山崎賢人が、誘導員早期追い抜きによる失格。6月（5月31日の初日開催含む）から執行された新ルールで[35]、現制度でのビッグレースにおいては初[36]。